# 窦塾
窦塾（？—？），云南罗平人，清朝政治人物。举人出身。
窦塾曾于1847年接替秋家丞任华亭县知县一职，1848年由王清渠接任。